# 克拉斯诺塞利夫卡 (扎波罗热州)
47°36′51″N 36°34′3″E / 47.61417°N 36.56750°E
克拉斯諾塞利夫卡（烏克蘭語：Красноселівка）是位於烏克蘭東南部的村莊，由扎波羅熱州波洛希區的費多里夫卡市鎮負責管轄。該村始建於1800年，面積0.08平方公里，海拔高度145米，2001年人口106，人口密度每平方公里1,359人。